# Krzysztof Marcjanowicz
Krzysztof Marcjanowicz (ur. 24 marca 1977 w Krakowie) – polski duchowny rzymskokatolicki, doktor nauk teologicznych w zakresie liturgiki, ceremoniarz papieski od 2018, podsekretarz Dykasterii ds. Kultu Bożego i Dyscypliny Sakramentów od 2023.

## Życiorys
Święcenia kapłańskie otrzymał 8 czerwca 2002 w katedrze na Wawelu z rąk kardynała Franciszka Macharskiego i został inkardynowany do archidiecezji krakowskiej. W 2010 na Papieskim Instytucie Liturgicznym św. Anzelma uzyskał doktorat z liturgiki.
Pracował jako wikariusz w parafii św. Bartłomieja Apostoła w Łapanowie i parafii archikatedralnej św. Stanisława i św. Wacława w Krakowie. Ponadto wykładał na Uniwersytecie Papieskim Jana Pawła II w Krakowie. W 2011 rozpoczął pracę w Papieskiej Radzie ds. Nowej Ewangelizacji, gdzie pełnił funkcję oficjała. 9 lutego 2018 został mianowany ceremoniarzem papieskim. Uzyskał godność Kapelana honorowego Jego Świątobliwości.
31 stycznia 2023 papież Franciszek mianował go podsekretarzem Dykasterii ds. Kultu Bożego i Dyscypliny Sakramentów.